# Mokreš
Mokreš (makedonska: Мокреш) är ett vattendrag i Nordmakedonien. Det rinner genom kommunen Ohrid, i den sydvästra delen av landet, 100 kilometer söder om huvudstaden Skopje.